# Вабкент
Вабкент (на узбекски: Vobkent или Вобкент) е град в Бухарска област, Узбекистан и административен център на района със същото име. Градът е известен със минарето си, изградено в периода 1196-1198 г. Населението на града през 1989 година е 12 351 души.